# Binta Laly Sow
Pour les articles homonymes, voir Sow.
Binta Laly Sow (de son vrai nom Fatoumata Binta Sow), est née en 1942 à Lélouma en République de Guinée ; c'est une chanteuse dont tous les textes sont écrits en pular,.
Elle est la deuxième meilleure chanteuse haali poular (« parlant peulh », en langue peulh) du monde, derrière Baba Maal (Sénégal), Seydou ( Cameroun) et Ali Farka Touré (Mali).

## Biographie et carrière musicale

### Débuts
Binta Laly commence à chanter dès l’âge de 13 ans, lors des veillées et des travaux champêtres. Venant d'une famille musulmane conservatrice, le rêve de carrière musicale n'a pas été facile à concrétiser.

### La suite
Après l'indépendance de la Guinée, Binta Laly quitte son village natal pour Labé, où elle met en place un groupe de chants et de danses.

### Retour sur scène
En 2022, Binta Laly fait son grand retour sur le devant de la scène. Forte de plus de 67 années de carrière, Binta Laly Sow donne à la postérité un nouvel album baptisé « Solidarité ».
Ce mini-album (comprenant sept titres, dont deux remixés) est présenté au grand public à l'occasion d'un concert au  Palais du Peuple de Guinée le 12 mars 2022.
Cette même année, le colonel Mamadi Doumbouya lui offre une voiture ainsi qu'une somme d’argent afin qu'elle s'achète une maison .

## Albums

### Albums de musique traditionnelle (1970 - 2010)
- Thionthian Welli
- Bella Manta Kolé
- Sénégambia

### Albums de musique dite «moderne» (1996 - 2008)
- 1996: Walliyabhé Fouta (Super Selection)[7],[8]

- 2000: Bhoylou Bhoylou (Super Selection)
- 2004: Foulaniou  (UNIVERSAL / Syllart)[9],[10]
- 2005: Zoukai  (Super Selection)
- 2008: Union sacrée avec Baba Maal  (Super Selection)[11]

## Prix et reconnaissances
- juillet 2001: Deuxième prix de l’année de l’Afrique en Yvelines aux Versailles France
- 2008 : prix meilleur prestation artistique au festival Tabbil Tal Poulakkou de Bruxelles.
- décembre 2010: meilleure voix féminine traditionnelle au festival arts nègres de Dakar
- 2012 : meilleur artiste Haali Poular du centenaire à Bogai en Mauritanie
- 2018 : Le trophée de Podium Magazine pour le meilleur album porte le nom Prix Binta Laly Sow remporter par le groupe Banlieuz'Art[12]
- 2019 : Trophée de l'excellence lors de la cérémonie de remise des Victoires de la musique guinéenne.
- 2022 : Commandeur de l'Ordre national du mérite[13].

## Tournées européennes

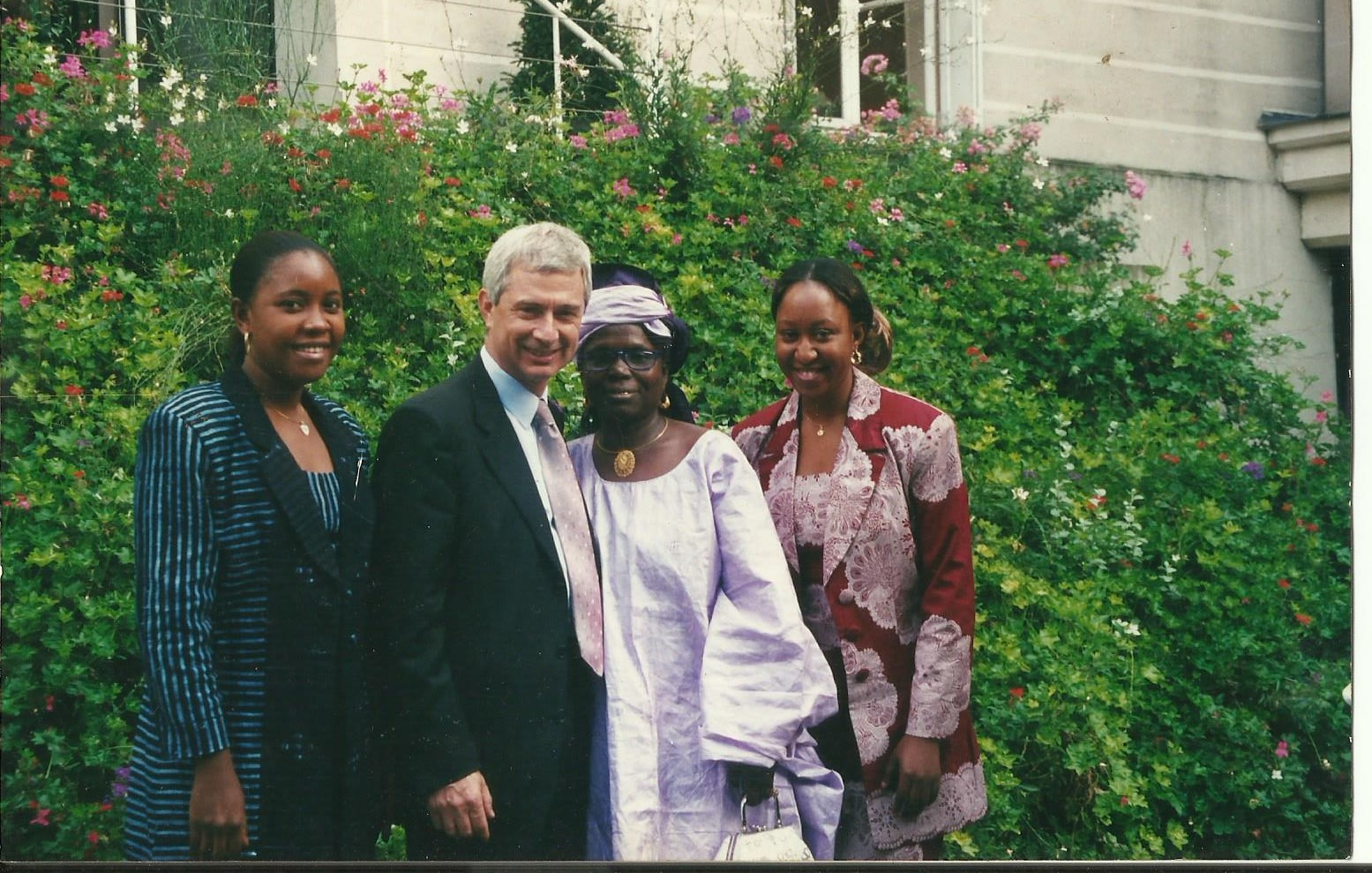
Binta Laly et Claude Bartolone en 2001

- 8 juillet : salle Jacques Brel Paris Pantin
- 15 juillet : Complexe scolaire et universitaire Figueras en Espagne.
- 22 juillet : centre culturel Mairie de Bondy Paris
- 29 et 30 juillet : centre culturel de Mar en Espagne
- 6 août : Pavillon Carlos lopes a Lisbonne (Portugal)
- 8 août : Expo 98 em Lisboa Portugal
- 15 août : centre culturel Benfica Lisboa
- 22 août : Jumenas Léo Lagrange Paris
- 24 août : la pierre colline tao bowal Meaux France
- 10 octobre : Bruxelles midi gala de boxe et musical avec le LENS club Bea Diallo.
- 17 octobre : Salle Bouche à oreille Bruxelles
- 24 octobre : Eindhoven Pays-Bas
- 31 octobre : Matinée acoustique a la mairie de Pré Saint Gervais en hommage a Claude Bartolone ministre délégué a la ville et ancien président de l'Assemblée nationale de la France. En présence du premier secrétaire du parti socialiste PS et ancien président de la république française François Hollande.
- 5 novembre : Dîner gala avec l'Association des Ressortissants De Vélingara en France (ARDVF).
- 12 novembre : Matinée Guinéenne a Montreuil.
- 19 novembre : elle revient à Dakar[13].

## Vie privée
Elle était mariée et mère de deux garçons tous aujourd'hui décédés.